# Eribulin
Eribulín, pod zaščitenim imenom Halaven, je protirakavo zdravilo za zdravljenje raka dojke in liposarkoma. Spada med sintetične makrociklične kemoterapevtike in deluje kot zaviralec mitoze.
Najpogostejši neželeni učinki zajemajo utrujenost, slabost, izpadanje las, zaprtje, periferno nevropatijo, bolečino v trebuhu in vročino. Eribulin lahko med drugim povzroči tudi znižano raven določenih belih krvničk v krvi (nevtropenijo) ter znižano raven kalija in kalcija v krvi.

## Klinična uporaba
V Evropski uniji je eribulin odobren za zdravljenje:
- lokalno napredovalega ali razsejanega raka dojke pri bolnikih, pri katerih je bolezen napredovala po zdravljenju z vsaj eno shemo zdravljenja s kemoterapevtiki za zdravljenje napredovale bolezni. Predhodna shema zdravljenja mora vključevati antraciklinski in taksanski citostatik, razen če to zdravljenje za bolnika ni bilo primerno;[4]
- odraslih bolnikov z neresektabilnim liposarkomom, ki so bili predhodno zdravljeni s shemo, ki je vsebovala antraciklin (razen če ni bilo primerno) za napredovalo ali razsejano bolezen.[4]

## Neželeni učinki
Med hude neželene učinke, ki jih lahko povzroči eribulin, spadajo slabokrvnost, zmanjšanje števila belih krvničk v krvi (kar lahko poveča dovzetnost za okužbe, ki so lahko tudi smrtno nevarne), izpadanje las, utrujenost, drevenenje, omrtvičenost in pekoč občutek v okončinah zaradi nevropatije, škodljivo delovanje na plod med uporabo med nosečnostjo in motnje srčnega ritma (podaljšanje intervala QTc, ki je lahko življenjsko ogrožajoče).

## Mehanizem delovanja
Eribulin je popolnoma sintetičen makrociklični ketonski analog halohondrina B, v naravi prisotne spojine, ki deluje po svojstvenem mehanizmu kot zaviralec mitoze. Halihondrin B so odkrili v spužvi iz vrste Halichondria okadai.
Eribulin izkazuje edinstven mehanizem zaviranja mikrotubulov, in sicer se veže predvsem z visoko afiniteto na manjše število vezavnih mest na pozitivnih koncih obstoječih mikrotubulov. Eribulin izkazuje dvojno, citotoksično in necitotoksično delovanje. Njegovi citotoksični učinki so povezani z antimitotskim delovanjem, pri čemer apoptoza nastopi zaradi podaljšane in nepovratne blokade mitoze. Poleg citotoksičnega, antimitotičnega delovanja so predklinične raziskave na modelih raka dojke pokazale, da eribulin izkazuje tudi zapletene učinke na biološke procese preživelih rakavih celic in rezidualnih tumorjev in da ti učinki niso povezani z antimitotskim delovanjem. Med neantimitotske mehanizme spadajo žilno remodeliranje, ki povzroči povečano perfuzijo tumorja in zmanjša hipoksijo tumorskih celic; fenotipične spremembe (obrnjen epitelijsko-mezenhimski prehod, EMT) in zmanjšana kapaciteta migriranja in vraščanja tumorskih celic, kar zmanjša zmožnost zasevanja raka, kar se je pokazalo v predkliničnih eksperimentalnih modelih zasevanja raka. V drugih raziskavah, in sicer pri zdravljenju leiomiosarkoma in liposarkoma, je eribulin izkazal v celicah tudi delovanje na povečano izražanje gladkomišičnih oziroma adipocitnih diferenciacijskih antigenov. Rak, ki je odporen proti zdravljenju s taksani, pogosto izraža tudi odpornost proti eribulinu. V eni od nedavnih študij so ugotovili, da je takšna odpornost proti zdravilom povezana z izražanjem beljakovine MDR1 (beljakovina večkratne odpornosti proti zdravilom 1).
Sintezno pot eribulina so prvič objavili leta 2001; leta 2009 je bila javno objavljena še druga sintezna pot.